# Frank J. Grass
Pour les articles homonymes, voir Grass.
Le general Frank J. Grass, né le 19 mai 1951 à Saint-Louis dans le Missouri, a été le directeur du National Guard Bureau du  7 septembre 2012 au 6 août 2016.

## Biographie
Grass a été diplômé de la Arnold's Fox High School en 1969. Il a rejoint la National Guard du Missouri en octobre 1969 et servit comme enlisted avant de devenir noncommissioned officer. Il a finalement été diplômé de l'Officer Candidate School en 1981, recevant son affectation de second lieutenant dans le Corps of Engineers.
Tandis qu'il servait comme tout officier de l'Army National Guard, Grass a poursuivi une carrière dans le civil auprès de l'Army Corps of Engineers. Il a reçu un Bachelor of Science de la Metropolitan State University en 1985 puis un Master of Science de l'Université d'État du Missouri en 1997.
Grass a servi dans une multitude de régiments dont la 220th Engineer Company de 1986 à 1988 et le 203rd Engineer Battalion de 1997 à 1999. Il a reçu un Master of Science du National War College en 2000. Il a suivi le Capstone Military Leadership Program de la National Defense University en 2006.
Depuis qu'il est devenu officier général en 2004, les postes occupés par Grass ont été ceux de directeur adjoint de l'Army National Guard entre 2004 et 2006, de directeur du Mobilization and Reserve Component Affairs de 2006 à 2008, de directeur des opérations du Northern Command de 2008 à 2010 avant d'en obtenir le commandement de 2010 à 2012.
En juin 2012, Grass a été nommé directeur du National Guard Bureau par le président Barack Obama, avec une nomination au rang de général. La nomination et la promotion furent confirmées par le Sénat le 26 juillet 2012. Il a officiellement pris ses fonctions le 7 septembre 2012,. Il a pris sa retraite le 6 août 2016, passant le relai au général Joseph L. Lengyel.

## Promotions
- 12 septembre 1981 : second lieutenant
- 19 avril 1983 : premier lieutenant
- 1er juillet 1985 : capitaine
- 4 août 1990 : major
- 7 février 1995 : lieutenant-colonel
- 31 mai 2000 : colonel
- 2 avril 2004 : brigadier général
- 22 juin 2006 : major général
- 30 septembre 2010 : lieutenant général
- 7 septembre 2012 : général[3]

## Distinctions
| | Defense Distinguished Service Medal                                                           |
| Bronze oak leaf cluster | Defense Superior Service Medal avec une feuille de chêne en bronze                            |
| Width-44 crimson ribbon with a pair of width-2 white stripes on the edges                                                                                          | Legion of Merit                                                                               |
| Bronze oak leaf cluster · Bronze oak leaf cluster · Bronze oak leaf cluster · Width-44 crimson ribbon with two width-8 white stripes at distance 4 from the edges. | Meritorious Service Medal avec trois feuilles de chêne en bronze                              |
| Bronze oak leaf cluster · Bronze oak leaf cluster · Bronze oak leaf cluster                                                                                        | Army Commendation Medal avec trois feuilles de chêne en bronze                                |
| Bronze oak leaf cluster · Bronze oak leaf cluster | Army Achievement Medal avec deux feuilles de chêne en bronze                                  |
| Bronze oak leaf cluster · Bronze oak leaf cluster | Joint Meritorious Unit Award avec deux feuilles de chêne en bronze                            |
| | Army Superior Unit Award                                                                      |
| Silver oak leaf cluster · Bronze oak leaf cluster | Army Reserve Component Achievement Medal avec une feuille de chêne en bronze et une en argent |
| Bronze star · Width=44 scarlet ribbon with a central width-4 golden yellow stripe, flanked by pairs of width-1 scarlet, white, Old Glory blue, and white stripes   | National Defense Service Medal avec une service star en argent                                |
| | Global War on Terrorism Service Medal                                                         |
| | Armed Forces Service Medal                                                                    |
| | Humanitarian Service Medal                                                                    |
| | Armed Forces Reserve Medal avec une hourglass device en or                                    |
| | Army NCO Professional Development Ribbon                                                      |
| | Army Service Ribbon                                                                           |
| | Army Overseas Service Ribbon avec le numéro 2                                                 |
| | Army Reserve Components Overseas Training Ribbon avec le numéro 2                             |
| | Missouri Conspicuous Service Medal, Missouri National Guard                                   |
| | Washington Army National Guard Legion of Merit, État de Washington                            |